# Таннер, Франц
Франц Та́ннер (нем. Franz Tanner) — швейцарский кёрлингист.
Играл на позициях первого и второго.
В 2002 за вклад в развитие кёрлинга в международном масштабе удостоен почётной награды World Curling Freytag Award; в 2012 (как награждённый Freytag Award в прошлые годы) введён в Международный зал славы кёрлинга Всемирной федерации кёрлинга.

## Достижения
- Чемпионат мира по кёрлингу среди мужчин: золото (1981), серебро (1982), бронза (1980).
- Чемпионат Европы по кёрлингу: золото (1978, 1981), бронза (1982).
- Чемпионат Швейцарии по кёрлингу среди мужчин: золото (1980, 1981, 1982).

## Команды
| Сезон   | Четвёртый  | Третий           | Второй         | Первый         | Запасной                       | Турниры                      |
| ------- | ---------- | ---------------- | -------------- | -------------- | ------------------------------ | ---------------------------- |
| 1978—79 | Юрг Таннер | Юрг Хорнисбергер | Франц Таннер   | Патрик Лёртшер |                                | ЧЕ 1978                      |
| 1979—80 | Юрг Таннер | Юрг Хорнисбергер | Франц Таннер   | Патрик Лёртшер |                                | ЧШМ 1980 · ЧМ 1980           |
| 1980—81 | Юрг Таннер | Юрг Хорнисбергер | Патрик Лёртшер | Франц Таннер   |                                | ЧШМ 1981 · ЧМ 1981           |
| 1981—82 | Юрг Таннер | Юрг Хорнисбергер | Патрик Лёртшер | Франц Таннер   | тренер (ЧМ): Bruno Leutenegger | ЧЕ 1981 · ЧШМ 1982 · ЧМ 1982 |
| 1982—83 | Юрг Таннер | Юрг Хорнисбергер | Патрик Лёртшер | Франц Таннер   |                                | ЧЕ 1982                      |

(скипы выделены полужирным шрифтом)